# Президентские выборы в Сальвадоре (1977)
 Президентские выборы 1977 года в Сальвадоре — прямые президентские выборы, состоявшиеся в Сальвадоре 20 февраля 1977 года в соответствии с Конституцией 1962 года, которая обеспечивала армии и олигархии контроль над политической системой страны. Они обеспечили преемственность власти путём избрания в президенты очередного кандидата из армейской среды и при этом окончательно раскололи политическое пространство страны на два непримиримых лагеря. Сальвадорская оппозиция не признала итоги выборов и лишилась надежды одержать победу в будущем, что стало одной из причин разгоревшейся вскоре гражданской войны.

## История и значение
Выборы 1977 года были четвёртыми выборами в условиях военно-конституционного режима, гарантировавшего победу правящей Партии национального примирения и её кандидату в президенты, представителю армии. 1 июля 1977 года истекал пятилетний президентский срок полковника Артуро Армандо Молины, до избрания занимавшего должность секретаря президента Санчеса Эрнандеса. Теперь выбор военного командования и олигархический семейств пал на министра обороны и общественной безопасности генерала Карлоса Умберто Ромеро, который и стал правительственным кандидатом. Генерал Ромеро, которому через девять дней после выборов должно было исполниться 53 года, окончил кавалерийские курсы в Мексике, до 1972 года занимал незначительные военные посты, но затем стал весомой фигурой и даже возглавлял Центральноамериканский совет обороны (CONDECA).
Основные оппозиционные силы (Христианско-демократическая партия, Национальное революционное движение и Демократический националистический союз) объединились в Национальный союз оппозиции, который выдвинул единого кандидата — отставного полковника Эрнесто Антонио Кларамонта. Бывший кавалерийский офицер Эрнесто Кларамонт, ровесник Карлоса Ромеро, до этого не был замечен в большой политике и не занимал государственных постов, но прославился как один из участников Футбольной войны с Гондурасом в 1969 году.
Выборы 20 февраля 1977 года не принесли неожиданностей — генерал Ромеро и его кандидат в вице-президенты доктор Хулио Эрнесто Астасио были провозглашены избранными ещё до окончательного подсчёта голосов. Наблюдателями были отмечены массовые нарушения, Национальный союз оппозиции, полковник Кларамонт и его кандидат в вице-президенты христианский демократ доктор Хосе Антонио Моралес обвинили власти в фальсификации выборов. Оппозиция указывала на массовые «вбросы» подложных бюллетеней, на то, что наблюдателей избивали и выгоняли с избирательных участков, на то, что избирательный процесс негласно координировался по военной радиосвязи. Жёсткое давление на избирателей в пользу правительственного кандидата оказывало крайне правое ополчение ОРДЕН. В 16 районах, где голосование, по данным наблюдателей, прошло в соответствии с законом, полковник Кларамон набирал около 75 % голосов. Тысячи недовольных собрались на площади Ла Либертад и в одноимённом парке с требованием отмены результатов голосования. Генерал Карлос Умберто Ромеро как министр общественной безопасности выступил с заявлением, что выборы были честными и ввёл в стране осадное положение на 30 дней. 28 февраля 1977 года, за день до своего дня рождения, избранный кандидат отдал силам безопасности приказ разогнать оппозиционеров. В ходе операции, известной как «Бойня 1977 года» (Masacre de 1977) или «Бойня в парке Свободы» (Masacre en el parque Libertad), силы армии и полиции при поддержке танков окружили парк и открыли огонь по протестующим. Единственным убежищем для оппозиционеров стала церковь эль-Росарио. К утру следующего дня погибли более 50 человек, сотни были ранены, в том числе и полковник Кларамонт.
1 июля 1977 года генерал Карлос Умберто Ромеро принёс присягу как конституционный президент Сальвадора, его противника полковника Эрнесто Кларамонта выслали в Коста-Рику. Были развеяны надежды легальной оппозиции на то, что добиться изменений в стране можно путём участия в выборах. Надежды правящих кругов на сохранение стабильности также оказались несостоятельными: напряжение в сальвадорском обществе стремительно нарастало, и уже через два года режим полностью утратил запас прочности. В октябре 1979 года конституционный строй рухнул, и свергнутый генерал Ромеро был выслан в Гватемалу. В стране начиналась гражданская война.